# Kloster Höckelheim
Das Kloster Höckelheim ist eine ehemalige Zisterzienserinnenabtei in Höckelheim in Niedersachsen.

## Geschichte
Im Jahre 1247 schenkten die Edelherren von Plesse Ludolf I., Gottschalk III. und Poppo der Äbtissin des Zisterzienser-Nonnenklosters zu Voremberg bei Hameln die Kirche zu Höckelheim mit allen Zubehör, worauf der Nonnenkonvent aus Vorenberg nach Höckelheim übersiedelte. Das entstehende Kloster diente den Herren der Plesse als Grablege, wobei sie sich auch vorbehielten, das landesherrliche Hoheits- und Oberaufsichtsrecht über das Kloster auszuüben. Sie erließen Gebote, Verbote und Strafen, erhoben Steuern, die zeitweilig zum Reich abgegeben werden mussten. Daneben war das Kloster verpflichtet Wagen und Pferde zum Dienst nach der Burg Plesse zu schicken oder für den Krieg zu stellen.
Eine frühe Schenkung war jene von Herzog Otto dem Kind, der 1252 dem Kloster die Wüstung Radolfshausen mit dem Zehnten und allem Zubehör übergab und sich selbst nur die Vogteirechte über das Dorf vorbehielt. Erst knapp 35 Jahre später verzichteten die Herzöge zu Braunschweig-Lüneburg auf das Vogteirecht und das Dorf ging komplett an das Kloster über. Weitere Besitzungen erhielt das Kloster vor allem durch seine Stifter, die Edelherren von Plesse, die immer wieder Verkäufe und Verpfändungen vornahmen, beispielsweise erhielt so das Kloster 1256 sieben Mansen Land im Dorf Höckelheim und 2½ weitere Mansen in Radolfshausen und Höckelheim für 80 Mark, 1265 wurde ihm von Ludolf II. für 30 Mark drei Mansen Güter in Radolfshausen und der vierte Teil seines Allods in Höckelheim übereignet.
Wesentlich war jedoch das Zugeständnis 1270, dass das Kloster Plessische Erbgüter als Lehen ungehindert an sich kaufen könnte, was daraufhin abzielte, dass das Kloster nicht in Armut verfiel und sich einem fremden Herren unterordnen musste.
Ab dem 14. Jahrhundert wurden Schenkungen an das Kloster allmählich seltener. Der Bischof von Hildesheim gewährte ihm für die Zeit zwischen 1310 und 1318 jenes Privileg, welches freies Geleit für die, von Kloster eingesetzten Wagen zum Getreidetransport, bedeutete. Von Gottschalk dem Älteren und dem Jüngeren von Plesse erhält das Stift 1313 noch eine Halfe Hufe und zwei Hausstellen ohne die Vogtei in Kalefeld, 1322 überträgt Graf Simon von Dassel den drei Töchtern des Bodo von Adelebsen, von denen eine als Klosterjungfrau in Höckelheim lebt einen Zehnten. Auch der Nachlass des Göttinger Bürgers Hildebrand Wolters, der dem Kloster 1367, sollte er auf seiner Wallfahrt nach Rom umkommen, einen halben Wagen Bier verschreibt. Um einer weiteren Verschuldung zuvorzukommen, deutet eine Nachricht aus dem Jahr 1447 hin. Gottschalk, Dietrich und Moritz von Plesse erklären sich einverstanden, dass die Klostergüter Höckelheims auf die Dauer von drei Jahren von vier bis fünf Meiern besetzt werden. Auch die zahlreiche Fehden dieser Zeit setzten dem Kloster enorm zu, so beispielsweise der Kriegszug Wilhelms von Sachsen, bei dem alle Leute aus den Dörfern zwischen Mühlhausen, Heiligenstadt, Göttingen, Northeim und Bad Gandersheim in die Städte flüchteten. Die Klöster der Umgebung erfuhren Plünderungen und Zerstörungen, denn de dravanten ginghen yn de klostere und slogen kasten und bencke entwey und ok klocken und wigilsteyne.
Geht man von einem Bericht des Erfurter Weihbischofs aus, so war die Klosterzucht und die wirtschaftlichen Verhältnisse zu Beginn des 16. Jahrhunderts recht bedenklich. Jener Weihbischof musste die Frauenklöster in Weende, Mariengarten, Wiebrechtshausen, Osterode und Hokeln wieder zum klösterlichen Leben zurückführen. Zu Beginn des 16. Jahrhunderts schloss sich die Nonnenabtei Höckelheim daher locker der Bursfelder Klosterreform an, ohne formell diesem benediktinischen Klosterverband beizutreten. Die schlechte Finanzlage des Klosters resultierte aus einem Rentenverkauf, den der Priorin, Äbtissin und das Konvent 1505 insgesamt 200 Gulden von Elisabeth von Uslar einbrachte. Das Kloster verpflichtete sich in den Verkauf zu einer jährlichen Zahlung von 10 Gulden Rente an die Schwester Elisabeths, Jutta von Iber auf Lebenszeit, zudem wurden beide in die Bruderschaft des Klosters aufgenommen. Auf Wunsch Elisabeths sollte ihr Unterkunft, Kost und Verpflegung gewährt werden. Den drückenden finanziellen Lasten zum Trotz, stifteten die Nonnen 1512, zu Ehren der heiligen Anna eine Kapelle vor dem Klostertor, in dem einmal pro Woche, sowie an den Namenstagen der Patrone, eine Messe gelesen werden sollte. Der Priester erhielt dafür jährlich eine Mark Silbers aus den Klostergefällen.
Nachdem sich im Jahr 1534 Dietrich III. von der Plesse der lutherischen Reformation anschloss, wurde das Kloster ein evangelisches Nonnenkloster. Mit dem Erlöschen des plesseschen Grafengeschlechtes 1571 fielen Kloster und Dorf Höckelheim an Hessen. Durch einen Brand wurden die Klostergebäude 1770 völlig zerstört. 1794 wurde die neue Marienkirche eingeweiht.